# Oláh-Gál Elvira
Oláh-Gál Elvira (Csíkszereda, 1954. október 2. –) erdélyi magyar újságíró, rádiótudósító, Oláh-Gál Róbert felesége.

## Életpályája
Filozófia-történelem szakot végzett a kolozsvári Babeș–Bolyai Tudományegyetemen 1979-ben. 1979–1989 között középiskolai tanárként dolgozott Csíkszeredában. 1990–1995 között a Marosvásárhelyi Rádió csíkszeredai tudósítója volt. 1995–2000 között a Hargita Megyei Tanács sajtóreferense, 1995-től a Bukaresti Rádió magyar adásának tudósítója, riportere, 1996–2001 között a Duna Televízió tudósítója, 2002-től pedig a Magyar Rádió tudósítója.
Tanulmányokat folytatott Soros-ösztöndíjjal a Szabad Európa Rádiónál (München 1992). Újságírói szemináriumon vett részt a Katolische Medien Akademie szervezésében (München 1998).

## Munkássága
1990-től számos rádióriportot, interjút készített a térség jelentősebb eseményeiről, jeles személyiségeiről. 1998-tól rendszeresen közöl életműinterjúkat a Székelyföld című folyóiratban. Ezek egy része megjelent az Academica Transsylvanica kötetben (Csíkszereda, 2007). 2000-től munkatársa a Moldovai Magyarság című havilapnak, 2005-től munkatársa a Csíki Hírlap című napilapnak, 2002-től pedig a Kossuth Rádió Határok nélkül című műsorának.

### Önálló könyvei
- A moldvai magyarokról – riportok, interjúk, tudósítások. Hargita Kiadóhivatal. Csíkszereda. 2014. (CD melléklettel) ISBN 978-973-7625-59-5
- Nobile Officium – Az erdélyi magyar történelmi családok XX. századi sorsa – Oláh-Gál Elvira interjúi. Székelyföld Alapítvány, 2016. (CD melléklettel) ISBN 978-973-0-21506-9

## Díjai
- MÚRE Rádió nívódíj (Marosvásárhely 1995)
- Székelyföld-díj (Csíkszereda 2000)
- MÚRE-nívódíj (Árkos 2002)
- Bálint András-díj (Csíkszereda 2005)
- 80 éves a Magyar Rádió – elnöki jutalom (Budapest 2005)
- Magyar Arany Érdemkereszt, 2016[1]